# Ministero della difesa nazionale della Repubblica Popolare Cinese
Il Ministero della difesa nazionale della Repubblica Popolare Cinese (中華人民共和國國防S) o più semplicisticamente: Ministero della difesa nazionale (國防部S) è un dicastero sotto il controllo del Consiglio di Stato. È guidato dal ministro della difesa nazionale ed è stato istituito dopo una decisione adottata dalla 1ª sessione dell'Assemblea nazionale del popolo nel 1954. 
In contrasto con la pratica di altre nazioni, il ministero non esercita autorità di comando sull'Esercito Popolare di Liberazione (EPL), il quale è invece sotto il diretto controllo della Commissione militare centrale del Partito Comunista Cinese. Invece, il ministero serve solo come organismo di collegamento tra la Commissione militare centrale e l'Esercito Popolare di Liberazione quando si occupa di militari stranieri in scambi e cooperazioni militari.
Le responsabilità di sua competenza sono quelle di gestire l'amministrazione unificata riguardo allo sviluppo delle forze armate nazionali come ad esempio il reclutamento, l'organizzazione, l'equipaggiamento, l'addestramento e la ricerca scientifica militare dell'Esercito Popolare di Liberazione e il suo sistema di gradi e la retribuzione dei suoi ufficiali e soldati. Molte di queste responsabilità sono in ogni caso gestite dal 15º Dipartimento della Commissione militare centrale.

## Struttura
ci sono diversi dipartimenti sotto il ministero della difesa nazionale:
- Ufficio generale
- Ufficio degli affari esteri
- Ufficio per il mantenimento della pace
- Ufficio per la coscrizione

L'ufficio generale del ministero della difesa nazionale e nei fatti un corpo identico a quello del dipartimento dell'ufficio generale dello staff. Altri uffici sono gestiti dal personale dal dipartimento generale dello staff.

## Ministro della difesa nazionale
Sebbene il ministro in sé non eserciti nessuna autorità, il ruolo del ministro della difesa nazionale è stato sempre visto come una delle più importanti posizioni nel sistema politico cinese. Il ministro è allo stesso tempo un ufficiale in servizio, un consigliere di stato e un membro del comitato centrale del Partito Comunista Cinese e un membro (in alcune occasioni un vicepresidente) della commissione militare centrale, che li permette di prendere parte alle decisioni riguardanti l'Esercito Popolare di Liberazione, il governo e il partito.

## Cronotassi dei ministri della difesa nazionale
- Peng Dehuai: settembre 1954—aprile 1959
- Lin Biao: aprile 1959—settembre 1971
- Ye Jianying: gennaio 1975—marzo 1978
- Xu Xiangqian: marzo 1978—marzo 1981
- Geng Biao: marzo 1981—giugno 1983
- Zhang Aiping: giugno 1983—marzo 1988
- Qin Jiwei: marzo 1988—marzo 1993
- Chi Haotian: marzo 1993—marzo 2003
- Cao Gangchuan: marzo 2003—17 marzo 2008
- Liang Guanglie: 17 marzo 2008—16 marzo 2013
- Chang Wanquan: 16 marzo 2013—19 marzo 2018
- Wei Fenghe: 19 marzo 2018—12 marzo 2023
- Li Shanfu: 12 marzo 2023—24 ottobre 2023
- Dong Jun: 29 dicembre 2023-in carica